# 4823 Libenice
4823 Libenice este un asteroid din centura principală, descoperit pe 4 octombrie 1986 de Antonín Mrkos.